# Königsberg
Pour la ville après la Seconde Guerre mondiale, voir Kaliningrad.
Pour les articles homonymes, voir Königsberg (homonymie).
1255 – 1945

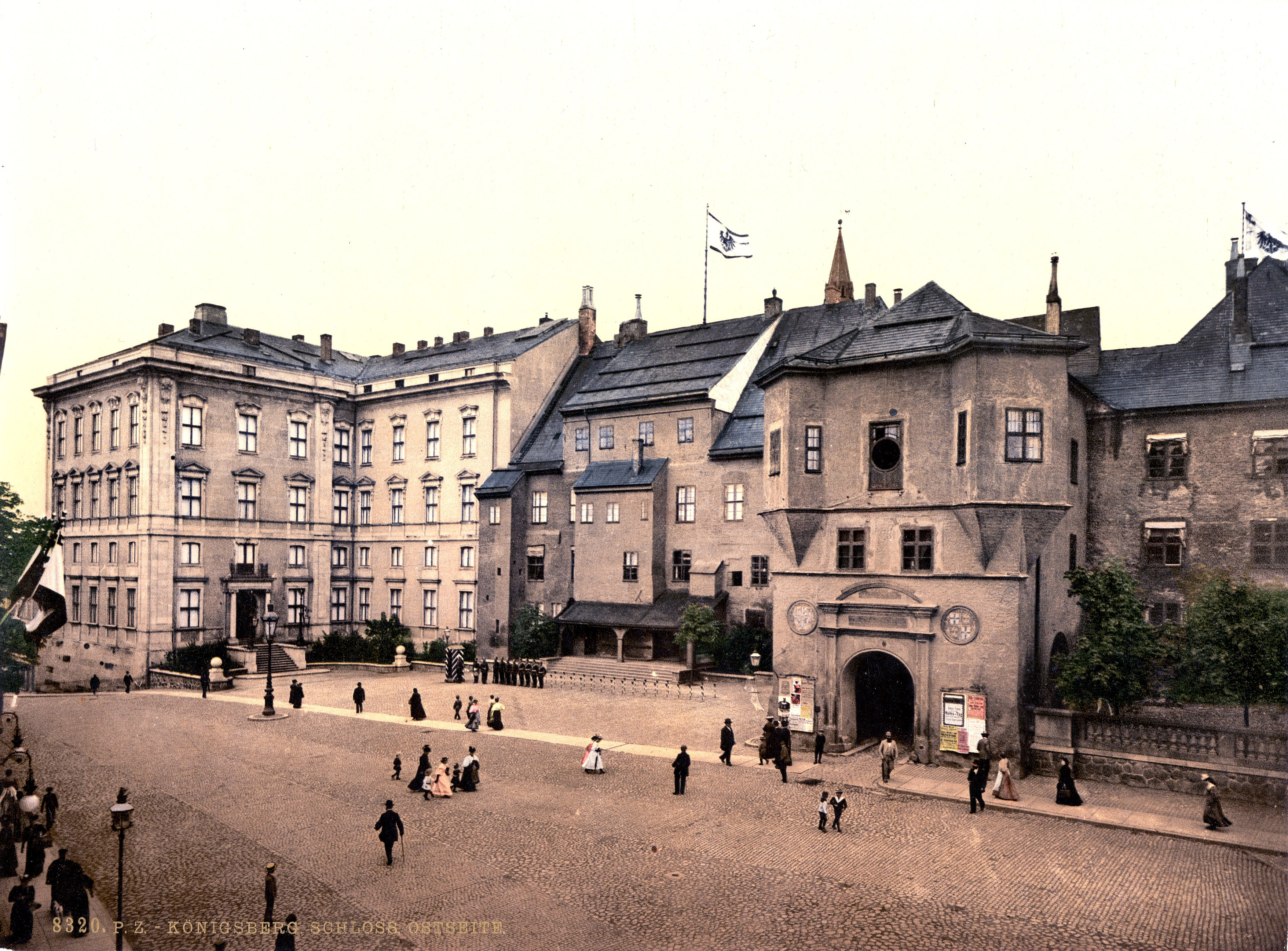
La façade Est du château de Königsberg en 1900.

Koenigsberg ou Königsberg in Preussen (en bas prussien : Twangste, Kunnegsgarbs, Knigsberg ; en lituanien : Karaliaučius ; en polonais : Królewiec ; en tchèque Královec) est le nom de l'ancienne ville disparue qui se trouvait avant 1945 au bord de la mer Baltique à l'emplacement de l'actuelle ville russe de Kaliningrad (en russe : Калининград), qui en conserve quelques vestiges.
Capitale de la Prusse-Orientale, elle fut d'abord la capitale du duché de Prusse, avant de devenir l'une des principales villes du royaume de Prusse puis de l'Empire allemand. Presque totalement détruite durant la Seconde Guerre mondiale, fuie par ses habitants et vidée du peu qu'il en restait, elle est repeuplée de Russes et devient Kaliningrad après son annexion par les Soviétiques immédiatement après la guerre.

## Haut Moyen Âge
On a retrouvé sur le site de la ville des vestiges d'habitats des IIe et IIIe siècles, à l'époque où les Goths occupaient la Prusse Baltique, initialement peuplée de Baltes dont deux tribus, les Yotvingiens et les Prussiens (en allemand Pruzzen) demeurèrent sur les rives de la Baltique lorsque les Goths migrèrent vers la mer Noire. Ces derniers à leur tour seront plus tard remplacés par des Slaves puis des Varègues qui fondèrent au VIIIe siècle la ville de Truso sur la lagune de la Vistule (en allemand Frisches Haff, aujourd'hui golfe de Kaliningrad). À l'emplacement actuel de la vieille ville se trouvait alors le village prusse de Tvankste. Au IXe siècle des Baltes, les Coures, s'installèrent aussi dans la région, laissant leur nom à la Baie de Courlande (en allemand Kurisches Haff).

## Bas Moyen Âge

### Contexte de la fondation
En 1226 le duc polonais Konrad Ier de Mazovie appela à l'aide les chevaliers Teutoniques pour l'aider à reprendre la Coujavie (en allemand Kulmerland) aux païens prusses. Les chevaliers commencèrent donc par s'emparer en 1231 des terres occupées par ces tribus. Afin de tenir les territoires conquis, ils firent venir de toutes les régions du Saint Empire des colons de langue allemande, afin de former l'État teutonique.

### Fondation de la ville
En 1255, les chevaliers teutoniques, avec l'autorisation du roi Ottokar II de Bohême, rasent le village prussien de Twangste et édifient un château en bois pour pérenniser leur présence dans la région, point de rassemblement préalable à l'érection d'une petite ville du nom de Königsberg (Mont-royal), dont les premiers édifices maçonnés datent de 1257.
Édifiée non loin des rives du Pregel, au nord du fleuve, cette construction teutonique attire rapidement des habitants, ces derniers s'installant entre le château et la rive.
Les quartiers de la future Königsberg apparaissent alors comme des villages épars : Juditten (en vieux-prussien : noir), Kosse (arbres morts), Tragheim (foyer), Sackheim (pinède), Laak (coudrier), Ponarth (estrans).
Puis, en 1283, une première ville est fondée, désignée ultérieurement sous le nom de Altstadt, la vieille ville ; cette ville reçoit droit de cité en 1286, selon le droit de Kulm.
En 1300, une seconde cité est fondée, à l'Est de la première implantation, à Löbenicht, sur les mêmes rives, puis en 1327, la ville de Kneiphof sur une île du Pregel. Les trois cités ainsi fondées constituent longtemps autant de communes avec leurs institutions propres.

### Un rapide essor
La ville devint la tête de pont de ce territoire teutonique, appelé Prusse (en allemand Preussen) et plus tardivement (après la réunion au duché de Prusse du Brandebourg et d'autres territoires occidentaux) : Prusse-Orientale (en allemand OstPreussen). Depuis cette extension, le nom de Prussiens désigne aussi les habitants de tout le royaume de Prusse constitué au fil des siècles en Allemagne du Nord. Aujourd'hui, cette terminologie est devenue désuète et on emploie plutôt les termes d'Oblast de Kaliningrad ou encore de Russie baltique (Baltiyskaja Rossia dans les médias russes).

### Un dialecte particulier
Les premières populations locales parlaient un dialecte balte particulier, le Borussien ou Vieux-Prussien (en allemand Alt-Preussisch) dont les locuteurs étaient dénommés Borussiens ou Prussiens (en allemand : Preussen).
Les mémoires du général Chlapowski évoquent la présence, en 1806, d'un corps d'armée prussien composé de Lituaniens et Samogitiens liés à la Pologne.

## Capitale prussienne

### Siège de l'ordre teutonique
Autour de la citadelle, trois châteaux furent édifiés : l'Altstadt, le Löbenicht et l'île de Kneiphof, qui avaient chacun leurs remparts, leur garnison, un marché et une église. L'Altstadt, qui s'élevait en 1256 à l'emplacement de la chaussée pavée ultérieure, succomba aux assauts des Borussiens en 1263 et dut être reconstruit plus près du Löbenicht. Königsberg obtint une charte en 1286 et rejoignit la Ligue hanséatique en 1340. L'île du Kneiphof constitue depuis 1322 un sanctuaire religieux, et l'on y édifie la cathédrale entre 1327 et 1380. Après la chute de la forteresse teutonique de Marienbourg en 1457, Königsberg est choisie par le Grand maître pour être la capitale de l'Ordre Teutonique, le château de la ville devenant le lieu de résidence du Grand maître et de ses proches,.

### Capitale du duché de Prusse
En 1525, le margrave Albert de Brandebourg-Ansbach, Grand maître de l'Ordre, annexa la capitale de son Ordre au duché de Prusse et y propagea la Réforme. Albert n'était toutefois pas véritablement duc de toute la Prusse, car la Pomerellie et la Warmie restèrent sous dépendance héréditaire (jusqu'en 1569 : Union de Lublin) puis militaire du royaume de Pologne.
À l'instigation du duc Albert, la première université de Königsberg (l'Albertina) ouvrit ses portes en 1544 pour propager le nouvel Évangile luthérien. Le recteur du lycée d'Elbing, Willem van de Voldersgraft, fut appelé à l'Albertina comme doyen et reçut la charge de conseiller ducal. Il recrute alors l'érudit Andreas Osiander comme professeur.
Comme ses prédécesseurs, Albert avait dû toutefois se reconnaître comme le vassal du roi de Pologne. Placée dans la dépendance du duc de Prusse, vassal du roi de Pologne, la cité se trouve engagée dans les conflits menés par le roi de Pologne contre la Suède. Dans le même temps, les ducs qui se succèdent sur le trône prussien réduisent l'autonomie dont dispose la ville, en contrôlant l'ensemble des troupes présentes dans la cité puis en matérialisant ce contrôle par la construction d'une citadelle sur la rive gauche du fleuve, puis, à partir du règne de Frédéric-Guillaume Ier, en renforçant systématiquement la présence militaire dans la ville, en modifiant de manière significative la physionomie de la ville pour en faire une ville de garnison, ou encore en tentant de réduire l'autonomie municipale.
Par la suite, par une série de manœuvres diplomatiques auprès des autres cours d'Europe, l'électeur Frédéric Guillaume Ier de Brandebourg fit reconnaître sa souveraineté pleine et entière sur le duché de Prusse, avec les forteresses d'Altstadt, Kneiphof et du Löbenicht (traités de Labiau en 1656, de Wehlau en 1657, et paix d'Oliva en 1660). Il eut cependant à combattre le soulèvement de Königsberg contre la pression fiscale du duché.

### Ville royale de Prusse
En récompense de son ralliement à la cause autrichienne au début de la guerre de Succession d'Espagne, l'électeur Frédéric III de Brandebourg obtint l'élévation de la Prusse au rang de royaume, et c'est naturellement à Königsberg qu'il se fit couronner en tant que Frédéric Ier, roi en Prusse. Avec la requalification de l'électorat de Brandebourg en tant que fief du roi de Prusse, l'ensemble des territoires de la couronne Hohenzollern reçut le nom de royaume de Prusse.
Le nouveau roi en Prusse Frédéric Ier, sacré roi au cours d'une cérémonie dans sa capitale le 18 janvier 1701, embellit sa capitale, dote sa nouvelle royauté d'un château royal, mais sa mort en 1713 interrompt les travaux, sur l'ordre de son fils et successeur Frédéric-Guillaume Ier, le Roi-Sergent.
La Prusse-Orientale fut décimée par une épidémie de peste de 1708 à 1710. Pour repeupler la région, le « Roi-Sergent » Frédéric-Guillaume Ier combina colonisation forcée et octroi d'avantages fiscaux : ainsi, en 1732, les protestants, chassés de Salzbourg, y furent accueillis à bras ouverts.

Carte de Königsberg en 1905.

Königsberg fut plusieurs fois assiégée au cours des guerres de Frédéric II Le Grand entre 1741 et 1762. Menacée par les troupes russes dès janvier 1757, la ville se rend aux généraux russes le 22 janvier 1757. Occupée par les Russes, la ville voit ses privilèges conservés par un décret de l'impératrice Elisabeth, tandis que la physionomie de la ville et de sa population évolue et qu'il est question d'annexer la ville à l'empire russe.
Après sa défaite contre Napoléon en 1807, l'armée prussienne se replia sur Königsberg et présenta sa reddition au maréchal Soult le 16 juin. Et après la Retraite de Russie, c'est dans cette ville que se réorganisa, le 30 décembre 1812, la riposte des coalisés contre la France (pacte militaire de Tauroggen entre le général prussien Yorck et le chef d'état-major russe Hans Karl von Diebitsch).
Königsberg renforça son rôle de pôle administratif au XIXe siècle, en étant chef-lieu du district de Königsberg tout en étant capitale de la province de Prusse-Orientale, sans toutefois pouvoir rivaliser avec Berlin, qui s'industrialisait et se peuplait plus rapidement. Le roi de Prusse Frédéric-Guillaume III décide de la création d'une académie des beaux-arts en 1838. La gare ferroviaire desservie par la compagnie Preußische Ostbahn ouvrit en 1860, et fit de la ville pendant quelques décennies une plaque tournante entre l'Europe de l'Ouest et la Russie. Königsberg fut la capitale de la province de Prusse (entité qui regroupait la Prusse-Orientale et la Prusse-Occidentale, jusqu'en 1878) et fit partie du nouvel Empire allemand à partir de 1871, lorsque le royaume de Prusse s’intégra. Dès 1871, le gouvernement allemand avait profondément revu le système défensif de la ville, construisant notamment des forts type « von Biehler » autour de l’agglomération.

## Disparition de la ville allemande (1945)

### Contexte politique et stratégique
La ville et plus généralement la Prusse orientale constituent des buts de guerre soviétique dès 1941 : au mois de septembre, Staline confie au Bulgare Dimitrov son souhait de « rendre la Prusse Orientale aux Slaves à qui elle appartient ». Cet objectif est révélé aux Alliés occidentaux lors de la conférence de Téhéran.
À la conférence de Téhéran fin 1943, Staline avance des arguments ethniques, souhaitant rendre la région aux Slaves, tandis que les amiraux soviétiques, repris en octobre 1944 par Litvinov, commissaire adjoint aux affaires étrangères, souhaitent disposer d'un port libre de glace sur la Baltique. Selon Staline, la région de Königsberg constitue la seule région que l'URSS souhaite annexer directement.
Certains argumentaires soviétiques souhaitent une annexion de la région à l'URSS, plus simplement afin de donner à l'Union soviétique un surcroît de sécurité, selon le propre mot de Staline, dans le cadre du dessin de « frontières stratégiques avantageuses », incluant la ville à l'intérieur des territoires annexés à l'Union soviétique. En effet, la ville a été utilisée comme base logistique arrière pour les opérations allemandes contre la Russie en 1914, puis contre l'Union soviétique en 1941.
Cependant, ces ambitions soviétiques se heurtent aux aspirations du gouvernement polonais en exil ; en effet, lors des négociations entre Polonais et Soviétiques, le sort de la ville est clairement laissé en suspens par les Polonais, au grand déplaisir de Staline.

### Premières attaques
À l'été 1944, l'armée rouge lance l'opération Bagration qui est un formidable succès, et l'amène aux portes de la Prusse au terme de l'opération le 19 août. Si l'opération Bagration est terminée, les offensives se poursuivent et Königsberg (entre autres) est maintenant directement menacée. Cette menace s'accroit pendant l'offensive de la Baltique.
La ville, défendue par un réseau de forts de médiocre valeur, et sa population subissent alors des bombardements anglo-américains sévères, dans les nuits du 26 au 27 puis du 29 au 30 août 1944, ruinant la ville, tout en lui donnant de solides moyens de défense. A posteriori, il apparut que le centre historique fut presque détruit alors que des endroits stratégiques comme les gares ou les forts sont, dans la majorité, encore intacts de nos jours. Du vieux Königsberg subsistent aujourd'hui quelques quartiers, notamment le quartier « Central », dont le nom vient du fait qu'après la guerre ce fut le seul encore habitable.
Durant la même période, ces mêmes habitants sont enrôlés de force par le Gauleiter de Prusse Orientale, Erich Koch, afin de participer à l'érection de lignes de fortifications dans la région, en application des dispositions du décret qu'il a pris le 13 juillet 1944.
La première offensive soviétique contre la Prusse orientale s'arrête en novembre 1944, mais Königsberg reste un des objectifs militaires soviétiques à court terme à partir de la fin de l'automne 1944 et l'attaque reprendra dès janvier 1945.

### Conquête soviétique
La ville et sa région sont directement inquiétées par l'offensive soviétique Vistule-Oder dès le milieu du mois de janvier 1945. La ville est isolée du reste du Reich à la suite d'un coup de main audacieux d'unités soviétiques sur Ebling le 21 janvier 1945, coupant les communications ferroviaires directes de la ville avec le reste du Reich. Les contre-offensives allemandes de la fin du mois mettent un terme éphémère à ce premier siège.
Cependant, l'avancée du front place la ville à quelques kilomètres de la ligne de front. Erich Koch, le Gauleiter de Prusse orientale fuit Königsberg le 28 janvier,. Cette rapide avance soviétique crée dans la ville une situation de panique, aggravée par la diffusion de fausses nouvelles ou de slogans creux par la direction du NSDAP : cette panique se matérialise par l'encombrement extrême de la place de la gare centrale de Königsberg, la population souhaitant fuir la ville dans les rares trains bondés encore en partance pour le centre du Reich.
La ville constitue au mois de mars l'une des trois poches allemandes qui subsistent en Prusse orientale. L'assaut de la ville par les troupes soviétiques, sous le commandement du maréchal Vassilievski, commence le 6 avril dans un déluge de moyens déployés par l'Armée Rouge, désorganisant la défense dès le premier jour. Au terme de quatre journées de combats acharnés, le général Otto Lasch, commandant de la place, capitule le 9 avril 1945 , alors que les Soviétiques ont presque atteint son bunker de commandement,.
De cette prise témoignent encore des monuments ou des tombes communes (en russe « fraternelles ») des soldats tombés lors de la prise de la ville. Le plus grand d'entre eux est le Monument à la Mémoire des 1 200 Combattants de la Garde (Pamyatnik 1200 Gvardeytsam, situé sur la Prospekt Gvardeyskiy) tombés à cet endroit. Ce monument construit sur leur tombeau constitue le point de rassemblement de la population locale à chaque anniversaire de la victoire de 1945.[réf. nécessaire]

### Annexion à l'Union soviétique
La ville, presque complètement détruite et abandonnée par sa population, est annexée par l'URSS et renommée Kaliningrad. Les habitants allemands restants sont alors expulsés puis remplacés par des populations russes.

## Bastion religieux

### La sécularisation de 1525 et ses conséquences sur la cité
Le 23 septembre 1523, le prédicateur protestant Johann Briesmann (de) prêche la réforme luthérienne pour la première fois dans la ville; rapidement, le succès de ces prédications est tel que le Grand maître se convertit, sécularisant l'État monastique des chevaliers teutoniques, transformant la cathédrale en première église du diocèse, tandis que l'université, fondée en 1544, connaît un essor important, notamment en raison des multiples dons de livres par les hommes d'État proche de la famille régnante.

## Un centre économique
Rapidement, par sa situation, la ville acquiert une place importante dans le développement des échanges au sein du système économique de la mer Baltique.

### Des échanges précoces dans la Baltique
La ville adhère à la Hanse dès la fin du XIIIe siècle, intégrant la ville dans de vastes courants d'échanges. De plus, dès le début du XIVe siècle, les marchands de la ville fondent, avec les marchands des autres villes teutoniques membres de la Hanse, une ligue, elle-même représentée auprès de la Hanse, pour défendre les intérêts de leurs marchands.
Rapidement, l'hinterland du port tend à se confondre avec le bassin du Pregel, ce dernier organisant l'État teutonique en Prusse.

### Des échanges à l'échelle du continent européen
Au fil des années, les commerçants de la ville étendent les réseaux commerçants auxquels ils participent, comme l'atteste le conflit qui les oppose à des marchands de vins de Hollande, ces derniers important dans la ville du vin du Poitou, considéré comme falsifié par les autorités de la ville en 1737.
Cependant, dès le XIVe siècle, les marchands de la ville sont présents dans l'ensemble des ports de l'ensemble du Nord de l'Europe. Ainsi, à Bruges, les marchands de Königsberg vendent de l'ambre, produit dans la lagune devant la ville, le Frisches Haff, de la cire et des fourrures de Russie, du Cuivre et des grains de Hongrie.
De même, au cours XVIIIe siècle, la ville devient une place pour la négociation du lin de Courlande, devenant dans les années 1780 le principal port européen pour l'exportation de cette marchandise, même si le port doit affronter la concurrence des ports russes, malgré le fait que le port de Königsberg n'exporte pas de graines de lin, mais lin déjà filé.
De plus, le développement du commerce draine dans la ville de très nombreux commerçants étrangers à la ville et au royaume, auxquels la municipalité impose le principe de l'étape, les obligeant ainsi à acheter et à vendre en gros leurs marchandises à des marchands locaux, interdisant les échanges directs entre marchands étrangers, octroyant aux marchands de la cité un contrôle de fait sur le commerce de la ville.

## Monuments

### Monuments religieux

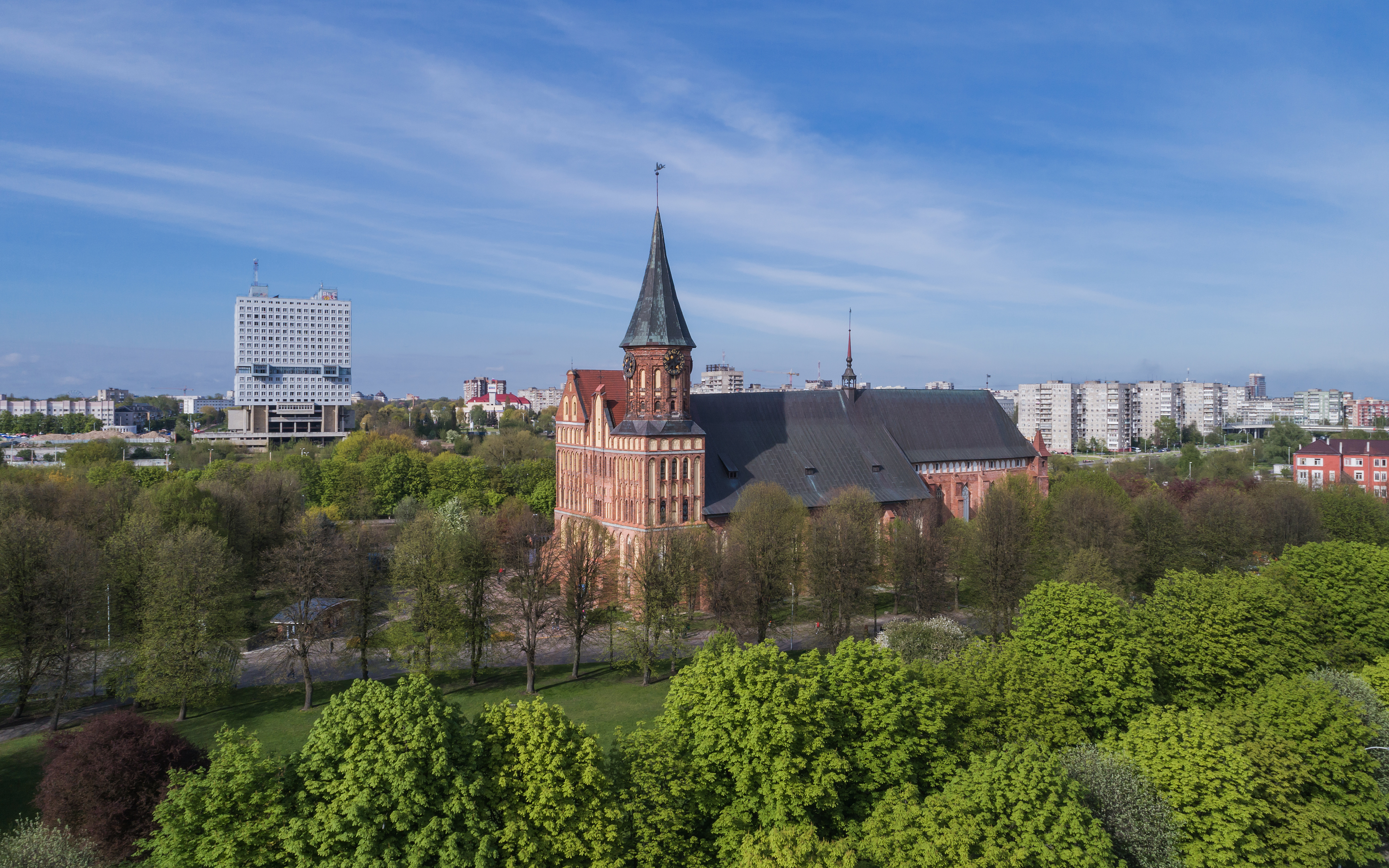
La cathédrale de Königsberg.

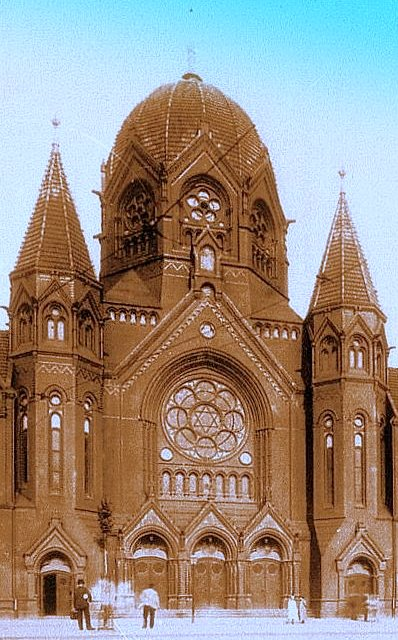
La nouvelle synagogue de Königsberg.

- L'ancienne cathédrale de la ville, aussi appelée cathédrale de Königsberg, datant du XIVe siècle se trouve au centre-ville, sur l'île qui était appelée Kneiphof par les Allemands. Ce quartier a été détruit à la fin de la Seconde Guerre mondiale, puis transformé en parc. La cathédrale est le seul bâtiment qui soit resté, les Soviétiques n'ayant pas osé la détruire, le philosophe Emmanuel Kant étant enterré à l’intérieur. Après la restauration des années quatre-vingt-dix, la cathédrale fonctionne maintenant comme un centre culturel avec un musée et des salles de concert et il existe à l'intérieur une petite chapelle luthérienne et une petite chapelle orthodoxe. Elle abrite un grand orgue remarquable[31].

- Il y a aussi plusieurs anciennes églises allemandes qui datent surtout de la seconde moitié du XIXe siècle et de la première moitié du XXe siècle, comme l'église de la Sainte-Famille réputée pour son orgue.

- La nouvelle synagogue de Königsberg a été construite en 1896 et totalement détruite pendant la Nuit de cristal en 1938. On la reconstruit au même endroit et extérieurement dans une architecture totalement identique à l'ancienne. La première pierre a été posée en 2011.

### Fortifications

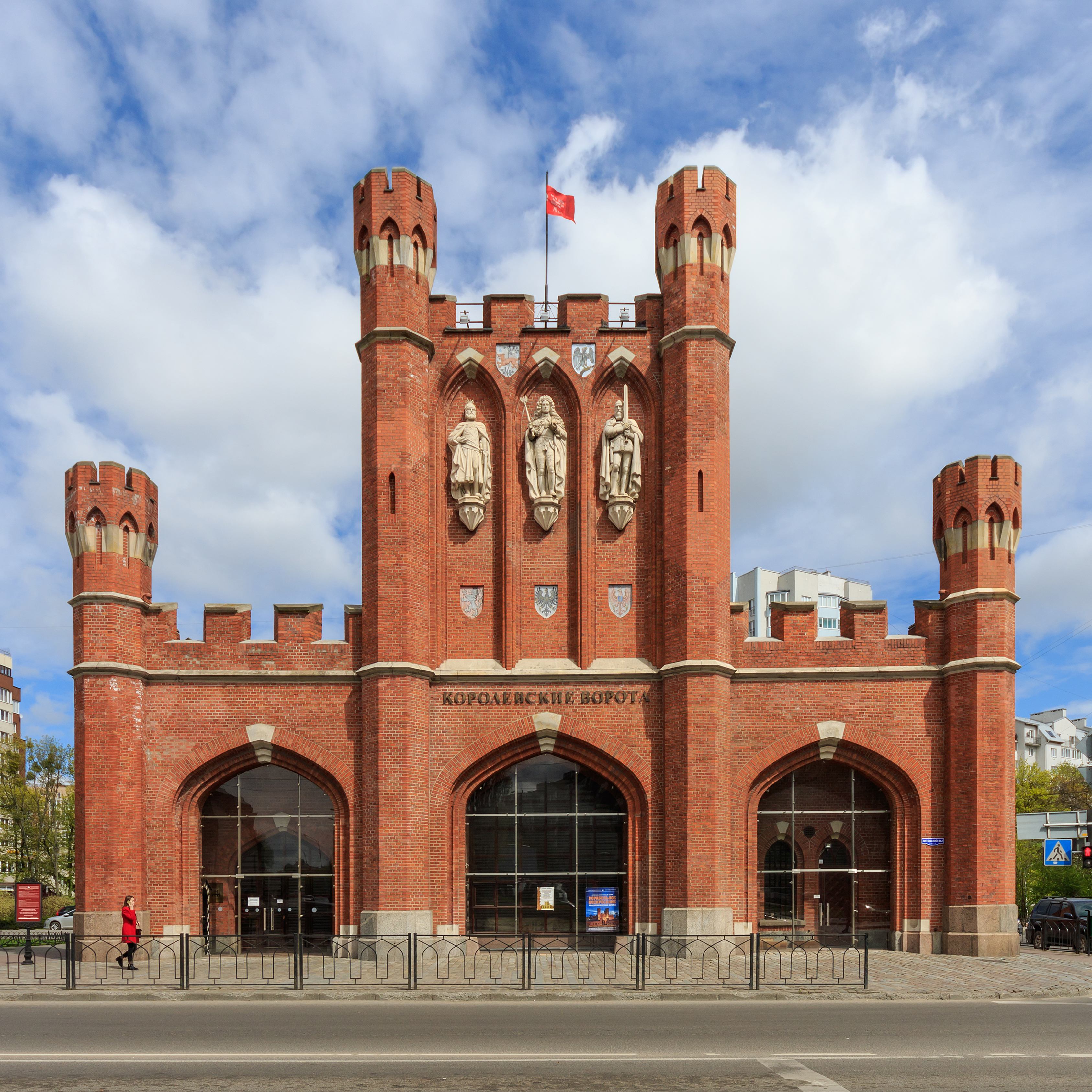
La Porte Royale.

Königsberg a d'abord été fondée autour d'un château fort et elle est restée ville fortifiée jusqu'à la Seconde Guerre mondiale. Aujourd’hui, une partie de ses anciennes fortifications est encore visible.
Le deuxième entournage comporte des bastions, demi-lunes, portes ville etc. et a été construit au milieu du XIXe siècle. Vers le début du XXe siècle, ce système de défense était devenu obsolète et empêchait le développement de la ville. C'est pourquoi on l'a partiellement démoli en 1910.

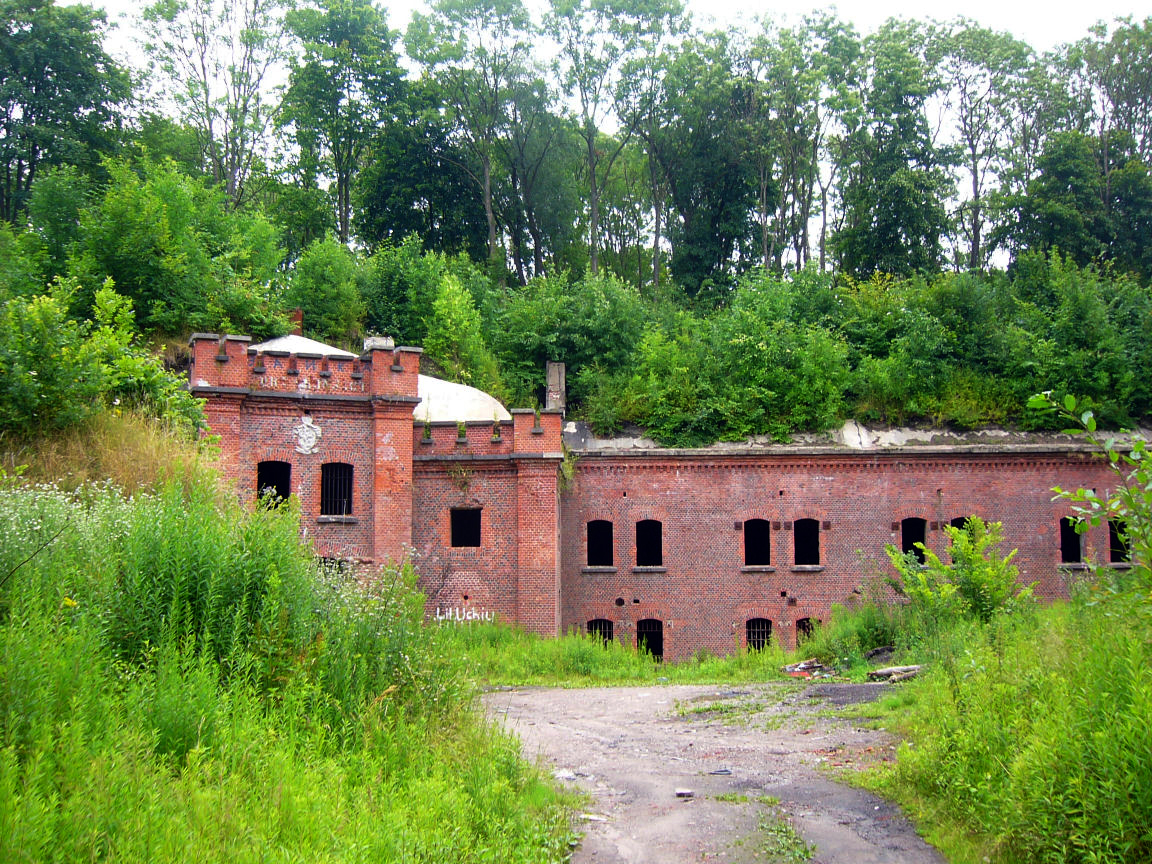
Fortin no II dit Bronsart bei Mandein.

Les parties les plus connues du deuxième entournage qui subsistent aujourd'hui sont :
- Les sept portes de la ville néogothiques, dont la Porte Royale (Königstor) est la plus célèbre. Elle a d'ailleurs été choisie comme symbole des célébrations du 750e anniversaire de la fondation de la ville en 2005. La Porte Royale et la Porte de Friedland sont aujourd'hui des musées.
- Les tours Dohna (où se trouve le Musée de l'ambre) et Wrangel.
- La caserne fortifiée Kronprinz.
- Les bastions Sternwarte et Grolman.

L'entournage des fortins a été construit dans les années 1870. Il consiste en douze grands fortins et cinq petits fortins, tous préservés.

## Population
| date              | population |
| ----------------- | ---------- |
| 1400              | 10 000     |
| 1663              | 40 000     |
| 1708              | 40 600     |
| 1711              | 30 000     |
| 1813              | 48 729     |
| 1er décembre 1819 | 63 869     |
| 1er décembre 1825 | 67 125     |
| 1er décembre 1831 | 67 580     |
| 1er décembre 1837 | 69 600     |
| 1er décembre 1840 | 70 839     |
| 3 décembre 1846   | 75 234     |

| date              | population |
| ----------------- | ---------- |
| 3 décembre 1852   | 79 887     |
| 3 décembre 1855   | 83 593     |
| 3 décembre 1858   | 87 267     |
| 3 décembre 1864   | 101 500    |
| 1er décembre 1871 | 112 092    |
| 1er décembre 1875 | 122 636    |
| 1er décembre 1880 | 140 909    |
| 1er décembre 1885 | 151 151    |
| 1er décembre 1890 | 161 666    |
| 2 décembre 1895   | 172 796    |
| 1er décembre 1900 | 189 483    |

| date              | population |
| ----------------- | ---------- |
| 1er décembre 1905 | 223 770    |
| 1er décembre 1910 | 245 994    |
| 1er décembre 1916 | 229 007    |
| 5 décembre 1917   | 224 758    |
| 8 octobre 1919    | 260 895    |
| 16 juin 1925      | 279 926    |
| 16 juin 1933      | 315 794    |
| 17 mai 1939       | 372 164    |
| 30 juin 1945      | 73 000     |

Parallèlement à son expansion économique et administrative, Königsberg voit sa population croître continuellement :
- vers 1400 on estime que la ville comptait déjà 10 000 habitants.
- L'épidémie de peste de 1601/02 fit 12 000 victimes en Prusse-Orientale, mais en 1813 on dénombre 50 000 habitants dans la capitale régionale.
- En 1864 Königsberg dépassa les 100 000 habitants et en 1910 elle en comptait 246 000.
- La Première Guerre mondiale ralentit la croissance, mais en 1925 la ville atteint les 287 000 habitants.
- Jusqu'en 1933, la population s'accroît à 316 000 et on comptait 372 000 habitants peu avant qu'éclate la Seconde Guerre mondiale.

## Bourgmestres
- 1809-1810 : Martin Gottlieb Deetz (de)
- 1810-1813 : August Wilhelm Heidemann (de)
- 1814-1826 : Karl Friedrich Horn (de)
- 1826-1838 : Johann Friedrich List (de)
- 1838-1842 : Rudolf von Auerswald
- 1843-1848 : August Friedrich Krah (de)
- 1853-1864 : Carl Gottfried Sperling (de)
- 1865-1866 : Adolf Ernst von Ernsthausen
- 1867-1872 : Friedrich Julius Kieschke (de)
- 1872-1874 : Karl Sczepanski (de)
- 1875-1893 : Karl Selke (de)
- 1893-1902 : Hermann Theodor Hoffmann (de)
- 1903-1918 : Siegfried Körte
- 1919-1933 : Hans Lohmeyer (de)
- 1933-1945 : Hellmuth Will (de)

## Quelques personnalités

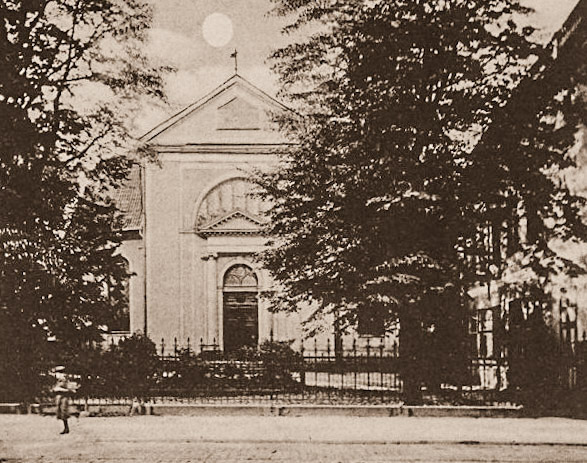
L’église réformée française de Königsberg, aujourd'hui disparue, au début du XXe siècle.

- Johann Gramann (1487–1541), théologien et humaniste luthérien
- Martin von Kempe (1642-1683), poète, historien de la littérature et traducteur
- Christoph Hartknoch (de) (1644-1687), historien et cartographe, étudia à Königsberg
- Christian Goldbach, mathématicien, est né en 1690 à Königsberg
- Johann Christoph Gottsched (1700-1766), né à Königsberg
- Georg Friedrich Rogall (1701-1733), théologien, né et mort à Königsberg
- Emmanuel Kant (1724-1804), philosophe allemand qui vécut toute sa vie à Königsberg
- Johann Georg Hamann (1730-1788), philosophe et écrivain, né à Königsberg
- Christian Wilhelm Podbielski (1740-1792), compositeur et organiste, né et mort à Königsberg
- Johann Gottfried von Herder (1744-1803), philosophe et écrivain, étudia à Königsberg
- Johann Friedrich Reichardt (1752-1814), compositeur, né à Königsberg
- Christian Jakob Kraus (1753-1807), philosophe et linguiste, qui étudia et enseigna à Königsberg
- Michael Friedländer (1767-1824), médecin, né à Königsberg
- Theodor Gottlieb von Hippel (1775-1843), juriste, écrivain, homme politique, ami de Kant, et spécialiste du droit des femmes
- Ernst Theodor Amadeus Hoffmann (1776-1822), écrivain, juriste, compositeur, dessinateur et caricaturiste, né à Königsberg
- Friedrich Wilhelm Bessel (1784-1846), astronome, directeur de l'observatoire de Königsberg de 1813 à 1846
- Johannes Voigt (1786-1863), historien, professeur à l'Albertina de 1817 à 1863
- Gotthilf Hagen (1797-1884), ingénieur, né à Königsberg
- Franz Ernst Neumann (1798-1895), mathématicien, professeur à l'université de Königsberg de 1829 à 1877
- Charles Gustave Jacob Jacobi (1804-1851), mathématicien, professeur à l'université de Königsberg de 1826 à 1843
- Johann Jacoby (1805-1877), médecin et homme politique (Parti progressiste allemand puis SPD), né et mort à Königsberg
- Friedrich Julius Richelot (1808-1875), mathématicien, né et mort à Königsberg
- Julius Rupp (1809-1884), pasteur et homme politique, né et mort à Königsberg
- Otto Nicolai (1810-1849), compositeur et chef d'orchestre, né à Königsberg
- Eduard von Simson (1810-1899), juriste et homme politique, né à Königsberg
- Fanny Lewald (1811-1889), écrivain, née à Königsberg
- Gustav Graef, peintre, est né en 1821 à Königsberg
- Gustav Kirchhoff (1824-1887), physicien, médaille Rumford (1862) et médaille Davy (1877), né à Königsberg
- Ludwig Friedländer (1804-1909), philologue, né à Königsberg où il enseigna à l'université de 1847 à 1892
- Georg Voigt (1827-1891), historien, né à Königsberg, fils de Johannes Voigt
- Oskar von Meding (1829-1903), écrivain
- Rudolf Lipschitz (1832-1903), mathématicien, né à Königsberg
- Alfred Clebsch (1833-1872), mathématicien, né à Königsberg
- Edwin Klebs (1834-1913), médecin et bactériologiste, né à Königsberg
- Rudolf Siemering (1835-1905), sculpteur, né à Königsberg
- Otto Hirschfeld (1843-1922), historien de l'Antiquité, spécialiste d'épigraphie latine, né à Königsberg
- Otto Wallach (1847-1931), prix Nobel de chimie, né à Königsberg
- Heinrich Hoeftman (1851-1917), médecin allemand, pionnier de l'orthopédie allemande moderne, né à Königsberg
- David Hilbert (1862-1943), mathématicien, né à Königsberg
- Hugo Haase (1863-1919), avocat et homme politique, député (SPD) de Königsberg au Reichstag, fondateur de l'USPD
- Siegfried Passarge (1866-1958), géographe né à Königsberg
- Käthe Kollwitz (1867-1945), artiste (gravures, lithographies et sculptures)
- Arnold Sommerfeld (1868-1951), physicien, né à Königsberg
- Otto Braun (1872-1955), Premier ministre de Prusse (SPD), né à Königsberg
- Hermann Bauer (1875-1958), amiral, né à Königsberg
- Agnes Miegel (1879-1964), écrivain et journaliste, née à Königsberg
- Harry Liedtke (1882-1945), acteur, né à Königsberg
- Carl Friedrich Goerdeler (1884-1945) a participé à l'attentat contre Hitler du 20 juillet 1944
- Julius Jakobovits (1886-1947), rabbin de Königsberg jusqu'en 1938, qui doit se réfugier à Londres devant la montée du nazisme, père du grand-rabbin Immanuel Jakobovits
- Walter Jankuhn (1888-1953), chanteur d'opérette et acteur de cinéma
- Fritz Albert Lipmann (1899-1986), biochimiste, né à Königsberg, prix Nobel de médecine en 1953 avec Hans Adolf Krebs
- Werner Ostendorff, (1903-1945) SS-Gruppenführer (lieutenant general) und Generalleutnant der Waffen-SS durant la Seconde Guerre mondiale.
- Edith Fürst (1904-1997), infirmière, survivante de la Shoah
- Leah Goldberg (1911-1970), poétesse israélienne née à Königsberg.
- Josef Hirsch Dunner (1913-2007), grand-rabbin de Prusse-Orientale à Königsberg de 1936 à 1938, qui se réfugie à Londres devant la montée du nazisme
- Gerhard Barkhorn (1919-1983), as de la Luftwaffe, né à Königsberg
- Immanuel Jakobovits (1921-1999), baron Jakobovits, grand-rabbin d'Irlande, grand-rabbin du Royaume-Uni, né à Königsberg, fils de Julius Jakobovits, rabbin de Königsberg jusqu'en 1938
- Leah Rabin (1928-2000), épouse de Yitzhak Rabin, née à Königsberg
- Karl-Hermann Flach (1929-1973), journaliste et homme politique allemand (FDP)
- Reinhard Bonnke (1940-2019), est un missionnaire chrétien évangélique charismatique allemand, né à Königsberg
- Teddy Palmer (1940-2014), chanteur allemand, né à Königsberg.
- Christean Wagner (1943-2025), personnalité politique, né à Königsberg